# 임동현 (축구 선수)
임동현(1994년 6월 1일 ~ )은 대한민국의 전직 축구 선수이다. 현역 시절 포지션은 수비수였다.